# Mark Aguirre
Mark Anthony Aguirre (Chicago, 10 dicembre 1959) è un ex cestista e allenatore di pallacanestro statunitense.
Ala piccola di 198 cm per 105 kg, ha giocato nella National Basketball Association con Dallas, Detroit e Los Angeles.

## Carriera
Ha vestito la maglia dei Blue Demons dell'università di DePaul, segnando 24,5 punti di media in tre stagioni.
Nel 1981 si dichiara eleggibile per il draft NBA. Viene scelto con la prima chiamata assoluta dai Dallas Mavericks. Mark Aguirre è il terzo miglior realizzatore nella storia della franchigia del Texas: solo Rolando Blackman e Dirk Nowitzki hanno segnato di più. Rimane ai Mavericks fino al 15 febbraio 1989, quando viene mandato a Detroit in cambio di Adrian Dantley. Si dice che l'amicizia con Isiah Thomas abbia favorito la trattativa. Aguirre darà il suo contributo decisivo nella vittoria dei titoli NBA del 1989 e del 1990. Nel 1993 viene ceduto ai Los Angeles Clippers. Si ritira l'anno successivo (1994).
I suoi 18.458 punti segnati lo collocano al 72º posto nella classifica dei migliori marcatori di tutti i tempi.
Dal 2004 al 2008 è stato vice-allenatore dei New York Knicks.

## Statistiche
| † | Denota una stagione in cui ha vinto il titolo NBA. |

### NBA

#### Regular Season
| Anno       | Squadra          | PG  | PT  | MP   | TC%  | 3P%  | TL%  | RP  | AP  | PRP | SP  | PP   |
| ---------- | ---------------- | --- | --- | ---- | ---- | ---- | ---- | --- | --- | --- | --- | ---- |
| 1981-1982  | Dallas Mavericks | 51  | 20  | 28,8 | 46,5 | 35,2 | 68,0 | 4,9 | 3,2 | 0,7 | 0,4 | 18,7 |
| 1982-1983  | Dallas Mavericks | 81  | 75  | 34,4 | 48,3 | 21,1 | 72,8 | 6,3 | 4,1 | 1,0 | 0,3 | 24,4 |
| 1983-1984  | Dallas Mavericks | 79  | 79  | 36,7 | 52,4 | 26,8 | 74,9 | 5,9 | 4,5 | 1,0 | 0,3 | 29,5 |
| 1984-1985  | Dallas Mavericks | 80  | 79  | 33,7 | 50,6 | 31,8 | 75,9 | 6,0 | 3,1 | 0,8 | 0,3 | 25,7 |
| 1985-1986  | Dallas Mavericks | 74  | 73  | 33,8 | 50,3 | 28,6 | 70,5 | 6,0 | 4,6 | 0,8 | 0,2 | 22,6 |
| 1986-1987  | Dallas Mavericks | 80  | 80  | 33,3 | 49,5 | 35,3 | 77,0 | 5,3 | 3,2 | 1,1 | 0,4 | 25,7 |
| 1987-1988  | Dallas Mavericks | 77  | 77  | 33,9 | 47,5 | 30,2 | 77,0 | 5,6 | 3,6 | 0,9 | 0,7 | 25,1 |
| 1988-1989† | Dallas Mavericks | 44  | 44  | 34,8 | 45,0 | 29,3 | 73,0 | 5,3 | 4,3 | 0,7 | 0,7 | 21,7 |
| 1988-1989† | Detroit Pistons  | 36  | 32  | 29,7 | 48,3 | 29,3 | 73,8 | 4,2 | 2,5 | 0,4 | 0,4 | 15,5 |
| 1989-1990† | Detroit Pistons  | 78  | 40  | 25,7 | 48,8 | 33,3 | 75,6 | 3,9 | 1,9 | 0,4 | 0,2 | 14,1 |
| 1990-1991  | Detroit Pistons  | 78  | 13  | 25,7 | 46,2 | 30,8 | 75,7 | 4,8 | 1,8 | 0,6 | 0,3 | 14,2 |
| 1991-1992  | Detroit Pistons  | 75  | 12  | 21,1 | 43,1 | 21,1 | 68,7 | 3,1 | 1,7 | 0,7 | 0,1 | 11,3 |
| 1992-1993  | Detroit Pistons  | 51  | 15  | 20,7 | 44,3 | 36,1 | 76,7 | 3,0 | 2,1 | 0,3 | 0,1 | 9,9  |
| 1993-1994  | L.A. Clippers    | 39  | 0   | 22,0 | 46,8 | 39,8 | 69,4 | 3,0 | 2,7 | 0,5 | 0,2 | 10,6 |
| Carriera   | Carriera         | 923 | 639 | 30,0 | 48,4 | 31,2 | 74,1 | 5,0 | 3,1 | 0,7 | 0,3 | 20,0 |

#### Play-off
| Anno     | Squadra          | PG  | PT | MP   | TC%  | 3P%  | TL%  | RP  | AP  | PRP | SP  | PP   |
| -------- | ---------------- | --- | -- | ---- | ---- | ---- | ---- | --- | --- | --- | --- | ---- |
| 1984     | Dallas Mavericks | 10  | 10 | 35   | 47,8 | 0,0  | 77,2 | 7,6 | 3,2 | 0,5 | 0,5 | 22,0 |
| 1985     | Dallas Mavericks | 4   | 4  | 41,0 | 49,4 | 50,0 | 84,4 | 7,5 | 4,0 | 0,8 | 0,0 | 29,0 |
| 1986     | Dallas Mavericks | 10  | 10 | 34,5 | 49,1 | 33,3 | 36,3 | 7,1 | 5,4 | 0,9 | 0,0 | 24,7 |
| 1987     | Dallas Mavericks | 4   | 4  | 32,5 | 50,0 | 0,0  | 76,7 | 6,0 | 2,0 | 2,0 | 0,0 | 21,3 |
| 1988     | Dallas Mavericks | 17  | 17 | 21,6 | 50,0 | 38,2 | 69,8 | 5,9 | 3,3 | 0,8 | 0,5 | 21,6 |
| 1989†    | Detroit Pistons  | 17  | 17 | 27,2 | 48,9 | 27,6 | 73,7 | 4,4 | 1,6 | 0,5 | 0,2 | 12,6 |
| 1990†    | Detroit Pistons  | 20  | 3  | 22,0 | 46,7 | 33,3 | 75,0 | 4,6 | 1,4 | 0,5 | 0,2 | 11,0 |
| 1991     | Detroit Pistons  | 15  | 2  | 26,5 | 50,6 | 36,4 | 82,4 | 4,1 | 1,9 | 0,8 | 0,1 | 15,6 |
| 1992     | Detroit Pistons  | 5   | 0  | 22,6 | 33,3 | 20,0 | 75,0 | 1,8 | 2,4 | 0,4 | 0,2 | 9,0  |
| Carriera | Carriera         | 102 | 67 | 29,0 | 48,5 | 31,7 | 74,3 | 5,3 | 2,6 | 0,7 | 0,2 | 17,0 |

## Palmarès
- McDonald's All-American Game (1978)
- NCAA AP Player of the Year (1980)
- NCAA Naismith Men's College Player of the Year Award (1980)
- 2 volte NCAA AP All-America First Team (1980, 1981)
- Campionato NBA: 2

Detroit Pistons: 1989, 1990
- NBA All-Star Game: 3

1984, 1987, 1988